# Boulonnais (paard)

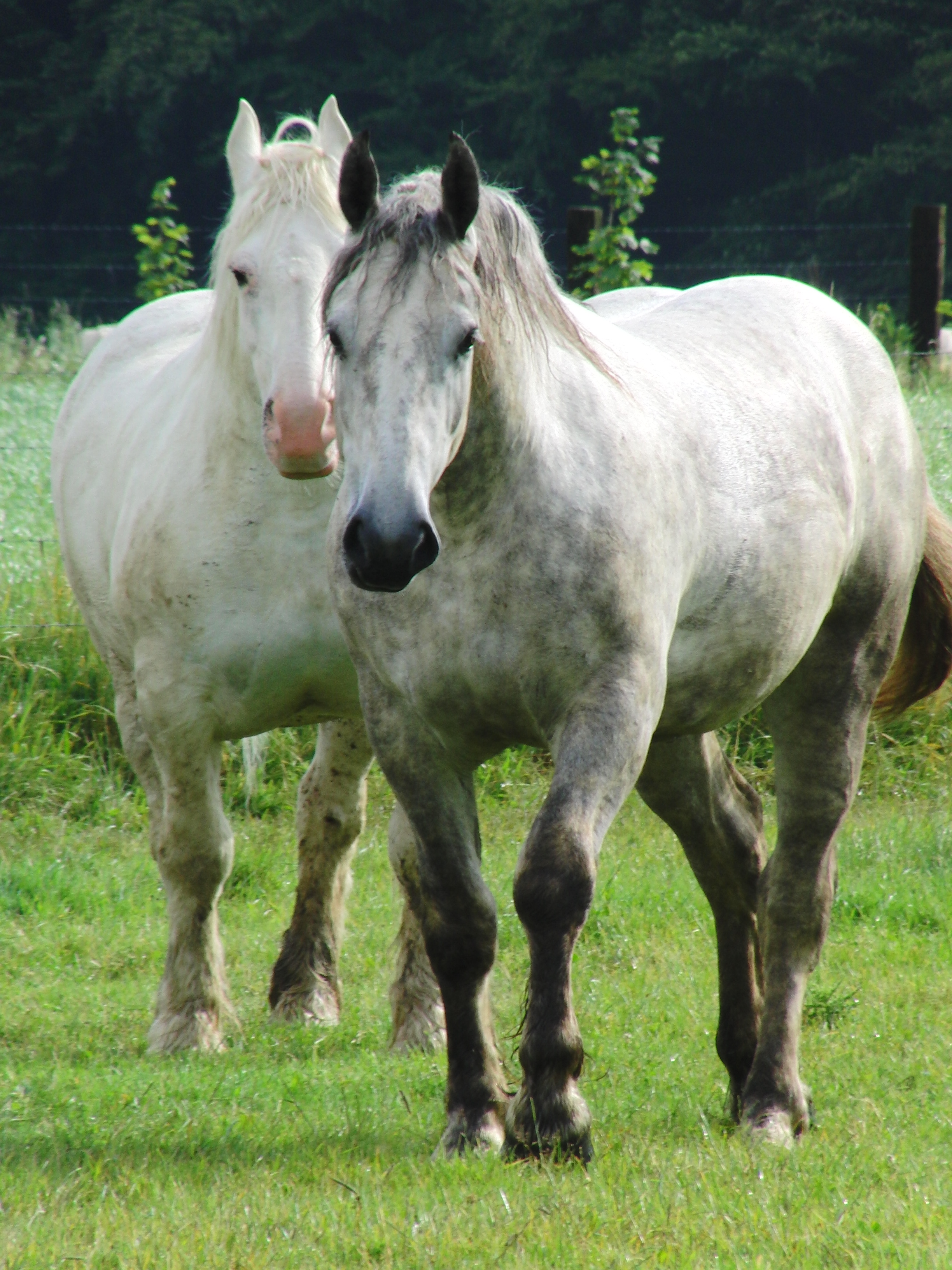
Boulonnais

De boulonnais is een zwaar trekpaard uit de regio Boulogne (Picardië) in het noordwesten van Frankrijk.

## Kenmerken
De stokmaat ligt tussen 150 en 170 centimeter.
Op grond van de overwegende schimmel vachtkleur wordt het ras ook 'het marmerwitte paard' genoemd. Overige vachtkleuren zijn vos en zwart. Het ras vertoont verwantschap met naburige koudbloedrassen als ardenner en percheron. In tegenstelling tot de meeste andere koudbloedrassen hebben de paarden geen zwaar behang.

## Geschiedenis
De geschiedenis van het ras gaat terug tot de tijd voor de kruistochten. Het ras kende diverse ondertypen en heeft een edel voorkomen dat ontstond in de 17e eeuw uit kruisingen van zware werkpaarden enerzijds met Iberische paarden en Arabische bloed anderzijds. Het lichte type werd gebruikt om karren met verse vis van de havenplaats Boulogne-sur-Mer naar Parijs te vervoeren. Het zwaardere type werd gebruikt voor trekwerk in de landbouw.
In het begin van de 20e eeuw werden deze paarden in groten getale geëxporteerd naar de Verenigde Staten. De bestanden in Europa leden echter erg onder de gevolgen van de wereldoorlogen. Ook de toenemende landbouwmechanisatie eiste haar tol. Een dieptepunt in de aantallen werd bereikt in de jaren zeventig. Het ras bleef echter voortbestaan omdat het een van de geschikte rassen is voor de productie van paardenvlees. De huidige aantallen in Europa worden geschat op minder dan duizend exemplaren.

## Veredeling
De boulonnais werd in het verleden gebruikt om andere trekpaarden te veredelen en is in recente decennia zelf opnieuw veredeld met Arabisch bloed met als doel een sterk en temperamentvol tuigpaard te ontwikkelen. Het ras dat hieruit ontstond wordt araboulonnais genoemd. Nakomelingen vanaf de derde generatie, met veel minder dan vijftig procent volbloedaandeel, mogen na goedkeuring weer bij het moederstamboek ingeschreven worden.

## Afbeeldingen

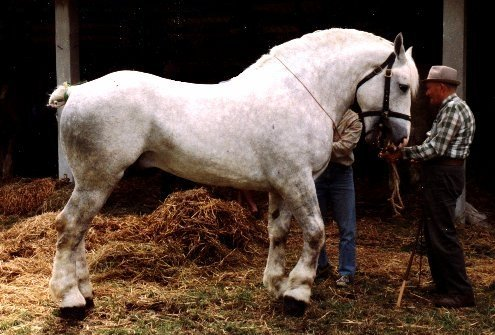
Tweejarige hengst met gecoupeerde staart (1999)
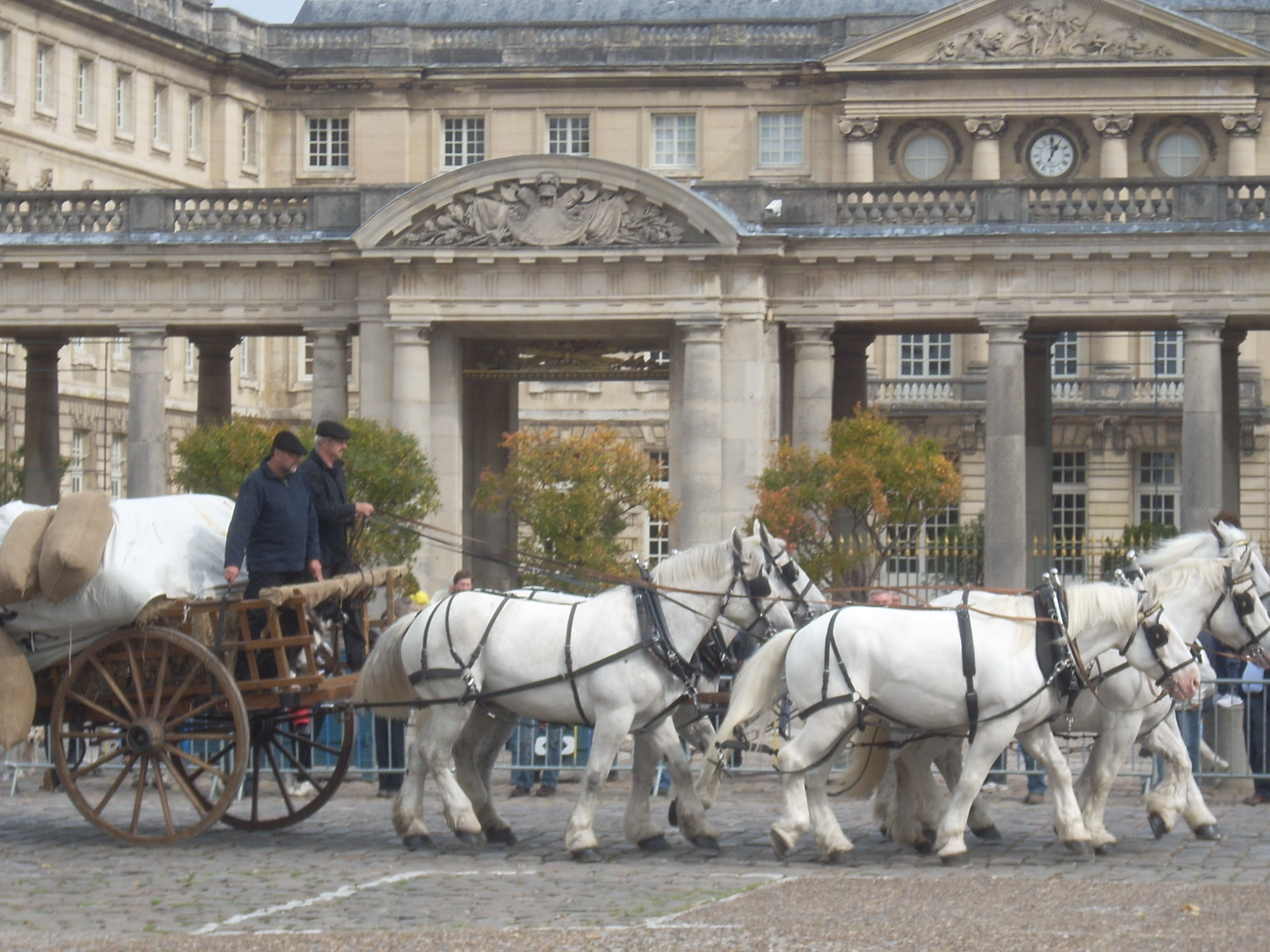
Historische optocht: vierspan met authentiek gerij
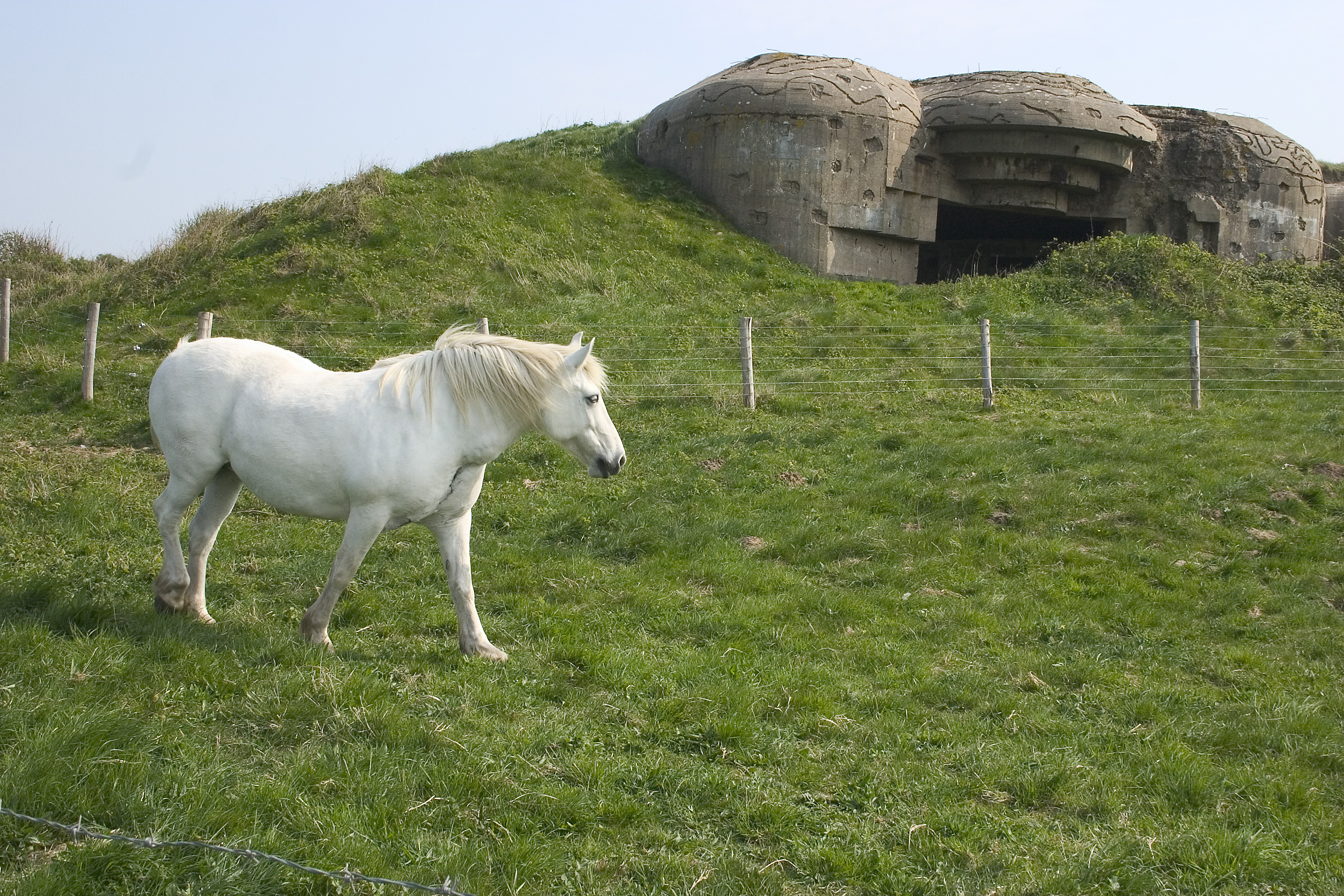
Boulonnais op een weide bij een fort uit de Tweede Wereldoorlog
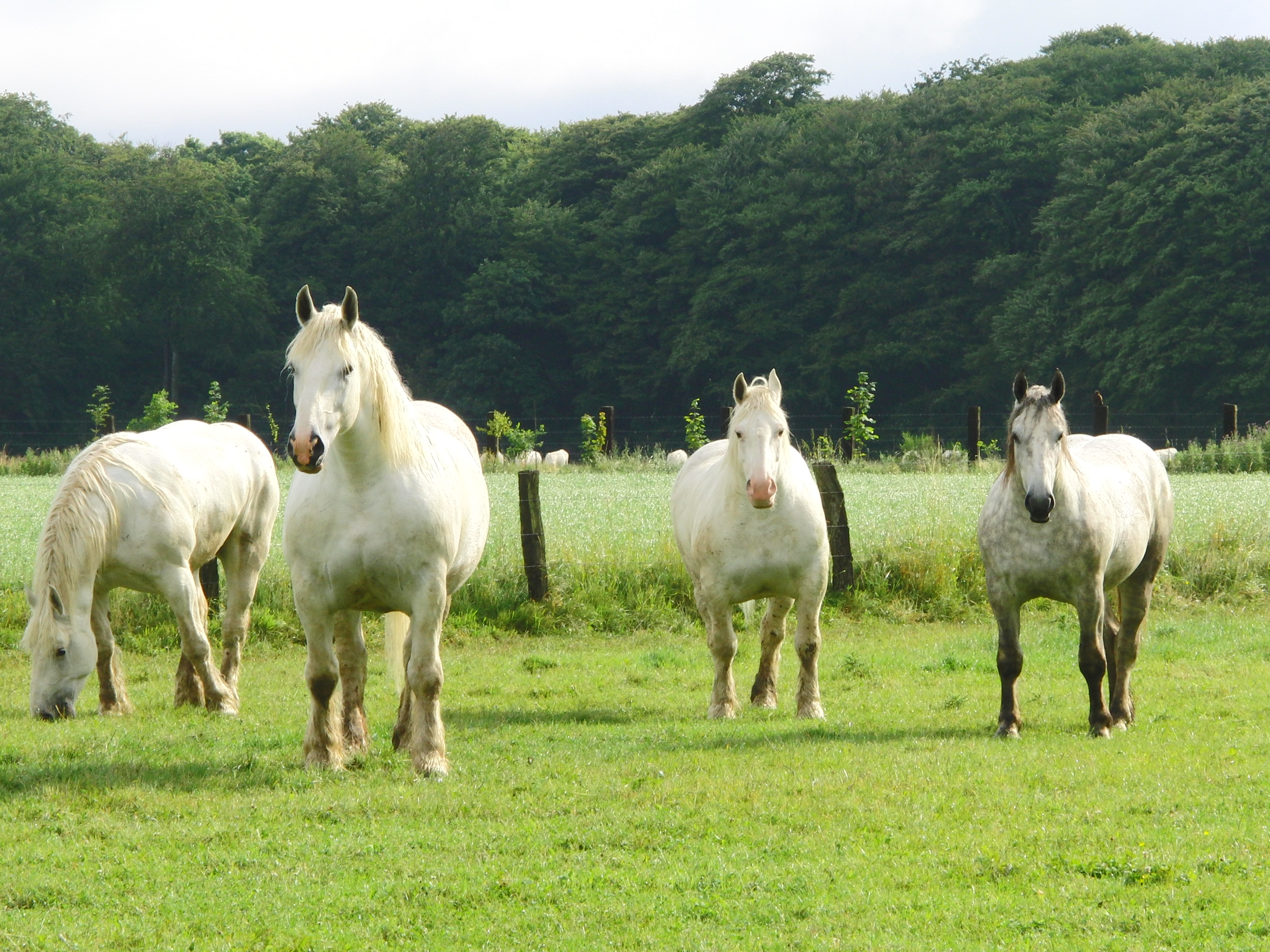
Een viertal boulonnaispaarden op een weide
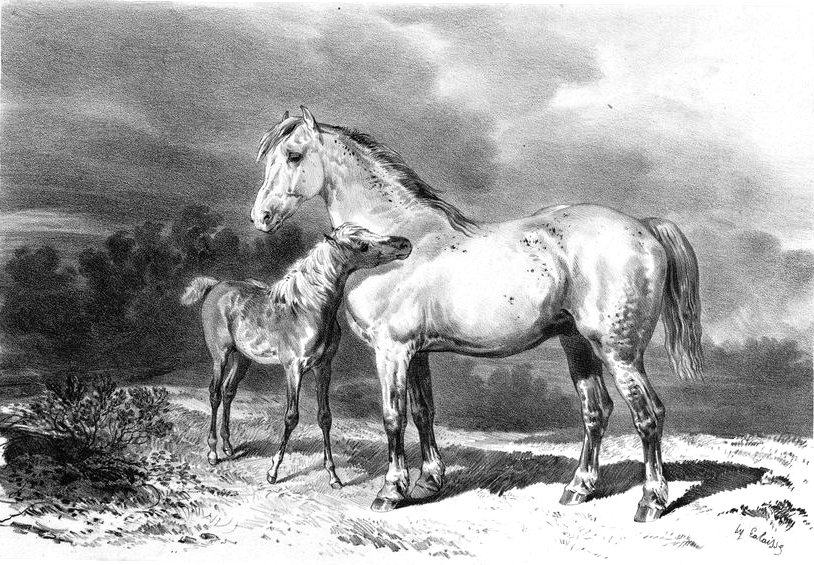
Prent uit 1850
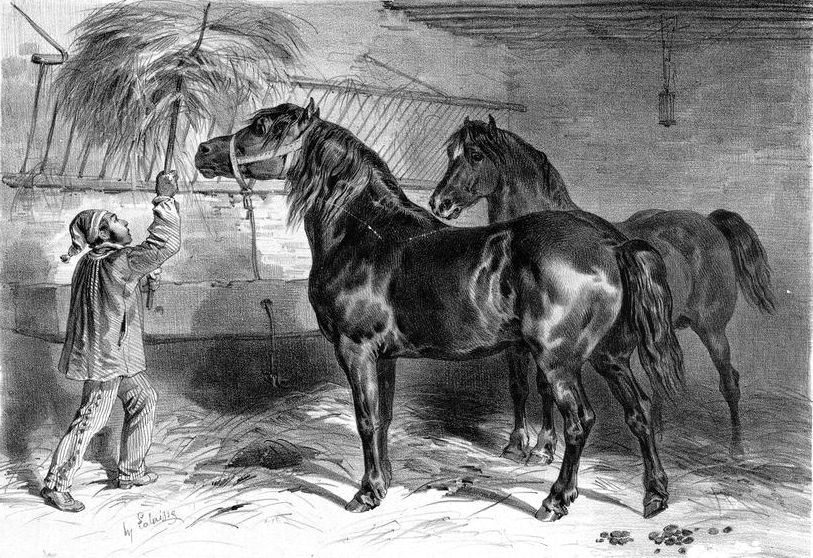
Prent uit 1850
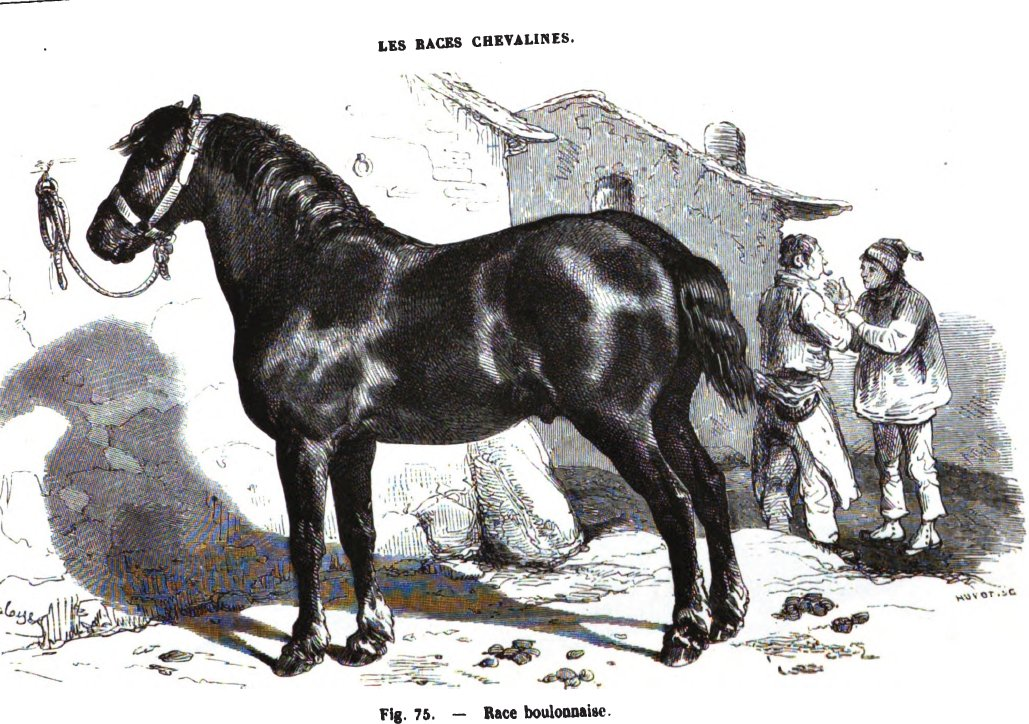
Prent uit 1861
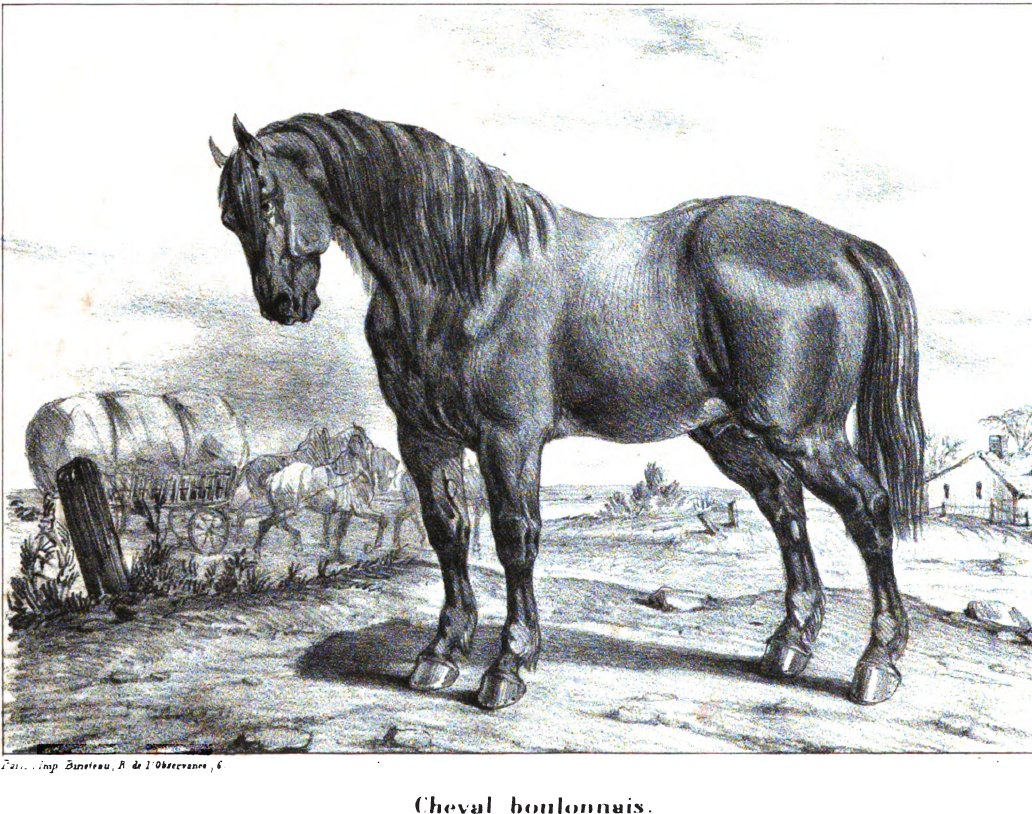
Prent uit 1848